# شارمین هوول
شارمین هوول (انگلیسی: Charmaine Howell؛ زادهٔ ۱۳ مارس ۱۹۷۵) ورزشکار دو و میدانی اهل ایالات متحده آمریکا است.